# Præstelodden
Præstelodden er en lille by med 201 indbyggere  (2024) på Halsnæs, Nordsjælland. Den ligger i Halsnæs Kommune og tilhører Region Hovedstaden.